# Huracà de San Ciriaco de 1899
L'Huracà de San Ciriaco de 1899, altrament conegut com a huracà de Puerto Rico de 1899, va ser un cicló tropical que ostentà el rècord d'huracà Atlàntic més longeu de la història.
Va ser el tercer cicló tropical i el primer gran huracà de la temporada. Va ser registrat per primer cop el 3 d'agost al sud-oest de Cap Verd. A poc a poc es va anar intensificant mentre avançava decididament en direcció oest-nord-oest per l'oceà Atlàntic fins que va assolir l'estatus d'huracà el 5 d'agost. Durant les següents hores, la tempesta es va anar aprofundint encara més fins a aconseguir la Categoria 4 en l'Escala d'huracans de Saffir-Simpson (SSHWS) abans de sobrepassar per les Illes de Sotavent el 7 d'agost. Al final del dia, la tempesta va registrar vents de fins a 240 km/h. Es va debilitar lleugerament poc abans de fer recalada a Guayama (Puerto Rico) amb ràfegues de 220 km/h el 8 d'agost. Va emergir a l'Atlàntic sud-oest set hores més tard en un huracà de categoria. El sistema avançà en paral·lel a la costa nord de República Dominicana i llavors sobrevolà les Bahames afectant a diverses illes. Després d'això, va dirigir-se en direcció nord el 14 d'agost i va passar per l'est de Florida. L'endemà, la tempesta va corbar-se cap al nord-est i semblava que es dirigia mar en dins, tanmateix, va girar cua en direcció nord-oest el 17 d'agost i feu recalada prop de Hatteras (Carolina del Nord) a primera hora de l'endemà. També tocà terra a Outer Banks però ja com un huracà sense gaire força.